# ヴィッラドッソラ
ヴィッラドッソラ（伊: Villadossola）は、イタリア共和国ピエモンテ州ヴェルバーノ・クジオ・オッソラ県にある、人口約6,600人の基礎自治体（コムーネ）。

## 地理

### 位置・広がり
| 隣接するコムーネは以下の通り。 - ベウラ＝カルデッツァ - ボルゴメッツァヴァッレ - ドモドッソラ - モンテスケーノ - パッランツェーノ |

## 行政

### 分離集落
ヴィッラドッソラには、以下の分離集落（フラツィオーネ）がある。
Boschetto, Noga, Piaggio, Villa Sud, Villaggio, Gaggio, Falghera

## 姉妹都市
- メルカート・サラチェーノ、イタリア 2010年